# علي محمد (لاعب كرة قدم)
علي محمد (بالفرنسية: Ali Mohamed)‏ هو لاعب كرة قدم نيجري، ولد في 7 أكتوبر 1995 في نيامي في النيجر. شارك مع منتخب النيجر لكرة القدم. أما مع النوادي، فقد لعب مع Beitar Tel Aviv Bat Yam F.C. ‏.

## وصلات خارجية
- علي محمد على موقع قاعدة بيانات كرة القدم.إي يو (الإنجليزية)
- علي محمد على موقع ناشيونال فوتبول تيمز (الإنجليزية)
- علي محمد على موقع Soccerway.com (الإنجليزية)
- علي محمد على موقع عالم كرة القدم.نت (الإنجليزية)